# 吊橋效應

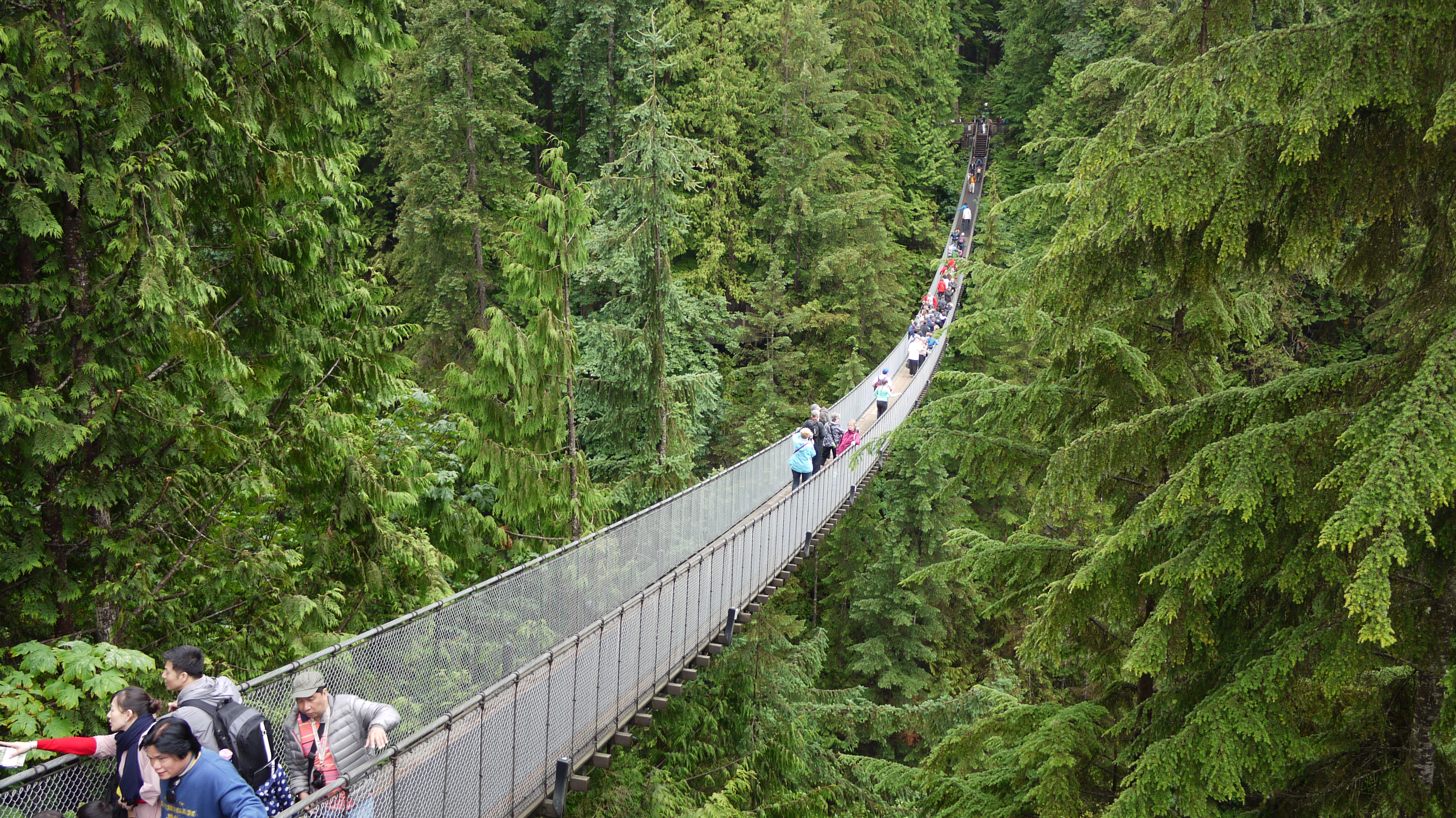
在晃動的橋上，會認為遇到的女性較有吸引力

吊橋效應正式的名稱是生理激發的錯誤歸因（Misattribution of arousal），是指人誤認自身生理反應的情形。例如出現了因恐惧而有的生理反應（例如在吊橋上），卻誤認是喜歡或戀愛身邊的人的反應。生理反應會被錯誤解讀的原因是兩者的生理反應都很類似，例如血壓提高或呼吸困难。
Schachter和Singer（1962年）是早期發現此現象的研究者，其研究是基於兩種生理激發的反應太過類似，因此將反應誤認為某一種原因所造成。在此假設計下，研究者發展了两因素情绪理论。生理激發的錯誤歸因對情緒處理的影響，可以在許多情境下出現，例如浪漫的情境或是運動後的身體反應。
可能會出現此情形的例子若處在身心高度緊張的狀態下，會認為身邊的人更有吸引力，甚至以為自身喜歡上對方。White等人所作的研究（1981年） 發現了這樣的現象，發現在不相關生理反應下的人，對其他人的吸引力評價會比較一般人要高，對於沒有吸引力的人，評價會比較一般人要低。

## 延伸閱讀
- Aronson, E., Wilson, T. & Akert, R., Social Psychology (6th edition). 2005. 145-147.
- Dutton, D. G.; Aron, A. P. . Journal of Personality and Social Psychology. 1974, 30 (4): 510–517. CiteSeerX 10.1.1.335.100 . PMID 4455773. doi:10.1037/h0037031.

## 外部連結
- "The Capilano Suspension Bridge experiment" （页面存档备份，存于）